# Diane Charlemagne
Diane Charlemagne (2. února 1964 – 28. října 2015) byla anglická zpěvačka. V devadesátých letech zpívala se skupinou Urban Cookie Collective. V roce 1995 zpívala na albu Timeless hudebníka Goldieho. Několik let rovněž zpívala při koncertech Američana Mobyho. Během své kariéry spolupracovala s mnoha hudebníky, mezi něž patří například High Contrast, B-Complex a Netsky. V roce 2014 jí byla diagnostikována rakovina ledvin. Nemoci v říjnu následujícího roku podlehla.